# ماريا صاوه
ماريا صاوه (بالرومانية: Maria Sava)‏ هي مجدف رومانية، ولدت في القرن العشرين.

## وصلات خارجية
- ماريا صاوه على موقع الاتحاد الدولي للتجديف (الإنجليزية)